# ADR Desportivo Mansabá
Die Associação Desportiva e Recreativa Mansabá, meist nur ADR Mansabá oder auch Desportivo Mansabá, ist ein Sportverein aus der guinea-bissauischen Stadt Mansabá in Guinea-Bissau. Er ist vor allem für seine Fußballabteilung bekannt.
Der Verein empfängt seine Gäste im 500 Zuschauer fassenden städtischen Estádio Municipal de Mansabá.

## Geschichte
Der Verein wurde vermutlich noch in der damaligen portugiesischen Kolonie Portugiesisch-Guinea gegründet, vor der Unabhängigkeit Guinea-Bissaus 1974.
1991 gelang dem Klub der Aufstieg in die erste Liga, den Campeonato Nacional da Guiné-Bissau.
1996 gewann Desportivo Mansabá erstmals die Meisterschaft.
Am Ende der Saison 2002 stieg Mansabá als Tabellenletzter in die Zweite Liga Campeonato Nacional da 2ª Divisão ab. 2005 erfolgte der Wiederaufstieg, bis zum erneuten Abstieg 2008. Aktuell (2018) kämpft Desportivo Mansabá in der Gruppe A (Série A) der zweiten Liga um den Wiederaufstieg ins Oberhaus.
Seinen ersten Titel erreichte der Verein 1996 mit der Landesmeisterschaft. 2001 gewann Mansabá den Landespokal Taça Nacional da Guiné-Bissau, den er 2011 als Zweitligist erneut gewinnen konnte. 2011 gewann der Klub zudem den Supercup des Landes, die Super Taça Nacional.
Als Pokalsieger 2011 qualifizierte Mansabá sich für den CAF Confederation Cup 2012, zog seine Teilnahme aber aus finanziellen Gründen zurück.

## Erfolge
- Guinea-bissauischer Meister:
  - 1996
- Guinea-bissauischer Pokal:
  - 2001, 2011
- Guinea-bissauischer Supercup:
  - 2011